# Torymus tipulariarum
Torymus tipulariarum är en stekelart som beskrevs av Zetterstedt 1838. Torymus tipulariarum ingår i släktet Torymus och familjen gallglanssteklar. Arten är reproducerande i Sverige. Inga underarter finns listade i Catalogue of Life.